# Северно-ирландский акт (1998)
Северно-ирландский акт 1998 года или Закон о Северной Ирландии (англ. Northern Ireland Act 1998) — акт парламента Великобритании, принятый 19 ноября 1998 года, в соответствии с которым была создана Ассамблея Северной Ирландии, автономный законодательный орган Северной Ирландией. До этого несколько десятилетий регион напрямую контролировался правительством из Лондона.
Акт аннулировал Закон о правительстве Ирландии 1920 года и Закон о конституции Северной Ирландии 1973 года и установил новые правила управления этой областью в соответствии с Белфастским соглашением 1998 года, которое урегулировало многолетнее вооружённое противостояние в Северной Ирландии.
Акт обязывал создать в Северной Ирландии Ассамблею, в которую входило бы 108 депутатов. Госсекретарь Северной Ирландии уполномочен созывать референдум, если это он посчитает нужным, в том случае, когда большинство граждан выразит своё желание воссоединиться с остальной Ирландией. Ассамблея уполномочена преобразовывать любой закон британского парламента. Однако она не может заниматься зарезервированными или исключёнными законопроектами, которые входят в компетенцию только правительства Великобритании в консультации с Республикой Ирландия в рамках Британо-ирландской межправительственной конференции. С 1998 года Ассамблея несколько раз приостанавливала свою деятельность. Последний раз она возобновила свою активность 8 мая 2007 года, после подписания соглашения St Andrews Agreement 2006 года. В январе 2017 года Ассамблея вновь приостановила свою работу и вновь открылась в январе 2020 года, после того как правительства Великобритании и Ирландии договорились о восстановлении автономного управления в Северной Ирландии.
Выборы в Ассамблею осуществляются по системе единого передаваемого голоса.